# SSSS.Gridman
SSSS.Gridman (Superhuman Samurai Syber Squad Gridman, stylisée SSSS.GRIDMAN) est une série télévisée d'animation co-produite par Tsurubaya Productions (en) et le studio Trigger. Elle est basée sur la série de tokusatsu Gridman the Hyper Agent (en), diffusée entre 1993 et 1994 au Japon. L'anime est diffusé pour la première fois entre le 7 octobre et le 23 décembre 2018,.

## Synopsis
Le jeune lycéen Yūta Hibiki se réveille complètement amnésique au domicile d'une camarade de classe. Il n'a aucun souvenir de son identité, de ses amis ni de sa situation. Par le biais d'un vieil ordinateur, il est interpellé par Gridman, un kyodai hero (en) que lui seul peut voir. Celui-ci laisse entendre qu'il aura une mission à remplir. Le lendemain, la ville est attaquée par un kaijū. Yūta accepte la mission confiée par Gridman et fusionne avec ce dernier pour combattre le monstre. Yūta et ses amis vont former l'« Alliance Gridman » (グリッドマン同盟, Guriddoman Dōmei) dans le but d'arrêter les attaques de kaijū, et ce avec l'aide des mystérieux amis de Gridman qui peuvent se transformer en armes que Gridman peut utiliser au combat…

## Personnages
Yūta Hibiki (響 裕太, Hibiki Yūta)
Voix japonaise : Yūya Hirose
Gridman (グリッドマン, Guriddoman)
Voix japonaise : Hikaru Midorikawa
Shō Utsumi (内海 将, Utsumi Shō)
Voix japonaise : Sōma Saitō
Rikka Takarada (宝多 六花, Takarada Rikka)
Voix japonaise : Yume Miyamoto
Akane Shinjō (新条 アカネ, Shinjō Akane)
Voix japonaise : Reina Ueda

## Production et diffusion
SSSS.Gridman a été annoncé par le studio Trigger à l'Anime Expo 2017, aux côtés des séries Darling in the Franxx et Promare. Trigger a décrit la série comme « leur anime assumant la série de tokusatsu », avec un scénario original sans réel rapport avec la précédente série live-action,. Lors du Tokyo Comic Con 2017, davantage de détails sur la série ont été fournis, notamment le personnel principal, la diffusion en octobre 2018, Masayuki Gotō en tant que character designer de Gridman et le seiyū Hikaru Midorikawa qui reprend son rôle de Gridman,,.
Le 24 mars 2018, le site officiel révélait un autre visuel et des détails sur les principaux seiyū et de leur rôle,. Pendant l'Anime Expo 2018, Trigger reconnaît les différences qui existent entre les versions américaine et japonaise de Gridman, précisant néanmoins que SSSS.Gridman est une nouvelle série proposant le même concept. Ils ont tout de même souligné que malgré le fait d'avoir une toute nouvelle histoire, SSSS.Gridman n'était pas un reboot. La production de SSSS.Gridman ayant eu lieu aux côtés de Promare ; le personnel racontait des histoires pendant l'événement sur les détails de production pour SSSS.Gridman qui se faisaient parfois pendant les réunions de Promare et vice-versa. Une vidéo spéciale mettant en vedette le réalisateur Akira Amemiya a été projetée, soulignant que l'histoire « se focaliserait sur la jeunesse japonaise et son rapport à la technologie ». L'avant-première mondiale de la série a eu lieu juste après les interventions sur scène de Trigger.
La série est diffusée pour la première fois au Japon du 7 octobre au 23 décembre 2018 sur WOWOW, Tokyo MX, BS11 et MBS,,. Celle-ci est réalisée par Akira Amemiya et écrite par Keiichi Hasegawa au sein du studio d'animation Trigger ; Masayuki Gotō a conçu le Gridman et Masaru Sakamoto s'est chargé des chara designs ; Shirō Sagisu a composé la bande originale,. La chanson de l'opening de la série, intitulée UNION, est réalisée par le duo OxT (en), tandis que la chanson de Maaya Uchida, intitulée youthful beautiful, sert d'ending,,.
Dans les pays francophones, Wakanim a acquis les droits de diffusion de la série.

### Liste des épisodes
| No | Titre français    | Titre japonais | Titre japonais | Date de 1re diffusion |
| No | Titre français    | Kanji          | Rōmaji         | Date de 1re diffusion |
| -- | ----------------- | -------------- | -------------- | --------------------- |
| 1  | L'Éveil           | 覚・醒         | Kakusei        | 7 octobre 2018        |
| 2  | La Reconstitution | 修・復         | Shūfuku        | 14 octobre 2018       |
| 3  | La Défaite        | 敗・北         | Haiboku        | 21 octobre 2018       |
| 4  | L'Appréhension    | 疑・心         | Gishin         | 28 octobre 2018       |
| 5  | La Provocation    | 挑・発         | Chōhatsu       | 4 novembre 2018       |
| 6  | Le Contact        | 接・触         | Sesshoku       | 11 novembre 2018      |
| 7  | Le Stratagème     | 策・略         | Sakuryaku      | 18 novembre 2018      |
| 8  | La Confrontation  | 対・立         | Tairitsu       | 25 novembre 2018      |
| 9  | Le Rêve           | 夢・想         | Musō           | 2 décembre 2018       |
| 10 | L'Effondrement    | 崩・壊         | Hōkai          | 9 décembre 2018       |
| 11 | Bataille décisive | 決・戦         | Kessen         | 16 décembre 2018      |
| 12 | Réveil            | 覚醒           | Kakusei        | 23 décembre 2018      |

### Annotations
1. ↑  La série est programmée dans la nuit du 6 octobre à 0 h 0, soit le 7 octobre 2018 à 0 h 0 JST.
2. 1 2  Titre non officiel.

### Sources
1. ↑  (ja) « SSSS.GRIDMAN公式アカウント (@SSSS_GRIDMAN) », sur Twitter (consulté le 23 octobre 2018)
2. 1 2 3 4 5 6 7  (en) « SSSS.Gridman (TV) - Anime News Network », sur Anime News Network (consulté le 23 octobre 2018)
3. 1 2  (en) Crystalyn Hodgkins, « SSSS.Gridman Anime Reveals New Promo Video, New Visual, October 6 Premiere : Story also revealed for collaboration anime between Studio Trigger, Tsuburaya Pro », sur Anime News Network, 10 septembre 2018 (consulté le 25 décembre 2018)
4. 1 2  (ja) « 放送情報 », sur Site officiel (consulté le 25 décembre 2018)
5. ↑  (en) Nicholas J. Bush, « Studio Trigger Announces Gridman Anime : Studio Trigger announced Gridman, a new anime from the director of their 2015 short, today at Anime Expo. », sur Anime News Network, 2 juillet 2017 (consulté le 25 décembre 2018)
6. ↑  (en) Karen Ressler, « Studio Trigger Announces 3 New Anime Titles (Updated) », sur Anime News Network, 2 juillet 2017 (consulté le 25 décembre 2018)
7. ↑  (ja) « 完全新作TVアニメーション『SSSS.GRIDMAN』製作決定！ », sur Tsuburaya Station,‎ 2 décembre 2017 (consulté le 25 décembre 2018)
8. 1 2  (en) Egan Loo, « Trigger Reveals SSSS.Gridman Anime's Cast, Staff, Fall TV Debut : Voice actor Hikaru Midorikawa, Rage of Bahamut Genesis writer, modern Ultraman designer on show », sur Anime News Network, 1er décembre 2017 (consulté le 25 décembre 2018)
9. ↑  (en) Mikikazu Komatsu, « Tokusatsu Hero Gridman Will Be Reborn in All-New TV Anime "SSSS.GRIDMAN" in Autumn 2018 : Akira Amemiya (Ninja Slayer From Animation) serves as director for Trigger », sur Crunchyroll, 2 décembre 2017 (consulté le 25 décembre 2018)
10. ↑  (en) Rafael Antonio Pineda, « SSSS.Gridman Anime's Video Reveals Cast : Yūya Hirose, Hikaru Midorikawa, Sōma Saitō more star in Trigger's anime this fall », sur Anime News Network, 23 mars 2018 (consulté le 25 décembre 2018)
11. ↑  (ja) « 2018年秋放送開始のTVアニメ『SSSS.GRIDMAN』よりキービジュアル・PV第1弾が公開。追加キャスト：広瀬裕也・斉藤壮馬 ほか », sur moca-news.net,‎ 24 mars 2018 (consulté le 25 décembre 2018)
12. ↑  (en) Kyle Cardine, « Anime Expo 2018 News Roundup: Day Zero, One, Two Headlines : Anime Expo 2018: TRIGGER Panel », sur Anime News Network, 8 juillet 2018 (consulté le 25 décembre 2018)
13. ↑  (en) Crystalyn Hodgkins, « SSSS.Gridman Anime Reveals 2nd Promo Video, New Character, More Staff : Tetsu Inada joins cast for series premiering in October », sur Anime News Network, 7 juillet 2018 (consulté le 25 décembre 2018)
14. ↑  (en) Karen Ressler, « Trigger, Tsuburaya's SSSS.Gridman Anime Reveals New Visual, Additional Cast : Kaiju designs unveiled alongside design staff », sur Anime News Network, 25 juillet 2018 (consulté le 25 décembre 2018)
15. ↑  (ja) « OPテーマ : 「UNION」 OxT », sur Site officiel (consulté le 25 décembre 2018)
16. ↑  (ja) « EDテーマ : 「youthful beautiful」 内田真礼 », sur Site officiel (consulté le 25 décembre 2018)
17. ↑  viclngrd, « TROIS SÉRIES INÉDITES REJOIGNENT NOTRE CATALOGUE ! », sur Wakanim, 24 avril 2020 (consulté le 24 avril 2020)